# Grażyna Szapołowska
Grażyna Szapołowska (Bydgoszcz, 19 settembre 1953) è un'attrice polacca.

## Biografia
Grażyna Szapołowska è un'attrice polacca, famosa per aver recitato nel sesto episodio del Decalogo del regista Krzysztof Kieślowski. Ha preso parte anche ad alcuni film italiani, lavorando con registi come Marco Bellocchio e Florestano Vancini.

## Filmografia parziale

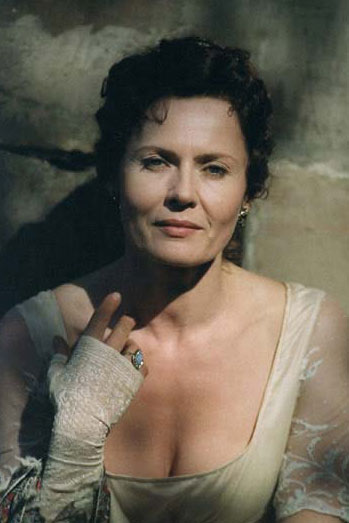
Grażyna Szapołowska (2008)

### Cinema
- Senza fine, regia di Krzysztof Kieślowski (1985)
- La notte dei maghi, regia di István Szabó (1988)
- Non desiderare la donna d'altri, regia di Krzysztof Kieślowski (1988)
- Decalogo 6, regia di Krzysztof Kieślowski (1990)
- La condanna, regia di Marco Bellocchio (1991)
- Abissinia, regia di Francesco Ranieri Martinotti (1993)
- Pan Tadeusz, regia di Andrzej Wajda (1999)
- 1920 La battaglia di Varsavia, regia di Jerzy Hoffman (2011)
- 365 giorni, regia di Barbara Białowąs e Tomasz Mandes (2020)

### Televisione
- Piazza di Spagna, regia di Florestano Vancini – miniserie TV (1992)

## Doppiatrici italiane
- Angiola Baggi in La condanna, Piazza di Spagna
- Magda Mercatali in Decalogo 6
- Valeria Perilli in Abissinia
- Cinzia De Carolis in 365 giorni